# Макви, Кристин
Кристин Энн Макви (англ. Christine Anne McVie, при рождении Кристин Энн Пёрфект (англ. Christine Anne Perfect); 12 июля 1943, Бут, Англия — 30 ноября 2022, Лондон) — английская певица, поэтесса-песенник, клавишница. Известность к ней пришла, когда она стала членом рок-группы  Fleetwood Mac  в 1970 году. В то время она становится женой басиста группы Джона Макви. Кристин написала и исполнила восемь песен из альбома лучших хитов Greatest Hits, включая  Don’t Stop,  Little Lies,  Everywhere,  Over My Head  и  You Make Loving Fun. Лауреат двух премий «Грэмми».

## Дискография

### Совместно с Chicken Shack
- 1968 — 40 Blue Fingers, Freshly Packed and Ready to Serve[18]
- 1969 — O.K. Ken?[19][20]

### Совместно с Fleetwood Mac
- 1968 — Mr. Wonderful
- 1969 — Then Play On
- 1970 — Kiln House
- 1971 — Future Games
- 1972 — Bare Trees
- 1973 — Penguin
- 1973 — Mystery to Me
- 1974 — Heroes Are Hard to Find
- 1975 — Fleetwood Mac
- 1977 — Rumours
- 1979 — Tusk
- 1980 — Live
- 1982 — Mirage
- 1987 — Tango in the Night
- 1988 — Greatest Hits
- 1990 — Behind the Mask
- 1995 — Time
- 1997 — The Dance

### Совместно сЛиндси Бакингемом
- 2017 — Lindsey Buckingham Christine McVie[21]

### Соло-альбомы
- 1970 — Christine Perfect. Альбом был выпущен сразу после ухода Кристин из  Chicken Shack, но до того, как она присоединилась к  Fleetwood Mac. Тем не менее он содержит кавер на их песню  When You Say  (автор Дэнни Кирван)[22].
- 1984 — Christine McVie. Сингл Got A Hold On Me с этого альбома попал в чарт US Top 40 (10-е место). Сам альбом провёл 23 недели в Billboard 200[23] .
- 2004 — In the Meantime[24]. Кристин Макви выступила сопродюсером этого альбома вместе со своим племянником Дэном Пёрфектом. Сингл  Friend  достиг 29-го места в чарте Adult Contemporary.

### Синглы
- 1969 — When You Say — Christine Perfect
- 1970 — I’m Too Far Gone (To Turn Around) — Christine Perfect
- 1984 — Got a Hold on Me — Christine McVie
- 1984 — Love Will Show Us How — Christine McVie
- 2004 — Friend — In the Meantime